# Ярославська сільська рада (Бобровицький район)
Яросла́вська сільська́ ра́да — адміністративно-територіальна одиниця та орган місцевого самоврядування в Бобровицькому районі Чернігівської області. Адміністративний центр — село Ярославка.

## Загальні відомості
- Населення ради: 1 191 особа (станом на 2001 рік)

## Населені пункти
Сільській раді підпорядковані населені пункти:
- с. Ярославка

## Склад ради
Рада складається з 12 депутатів та голови.
- Голова ради: Юхно Ганна Іванівна
- Секретар ради: Хоменко Наталія Володимирівна

### Керівний склад попередніх скликань
| Прізвище, ім'я, по батькові | Основні відомості                                                                       | Дата обрання | Дата звільнення |
| --------------------------- | --------------------------------------------------------------------------------------- | ------------ | --------------- |
| Борець Григорій Іванович    | Сільський голова, 1959 року народження, член Народної партії                            | 26.03.2006   | 28.04.2009      |
| Юхно Ганна Іванівна         | Сільський голова, 1956 року народження, освіта середня спеціальна, член Партії регіонів | 31.10.2010   |                 |

Примітка: таблиця складена за даними сайту Верховної Ради України

### Депутати
За результатами місцевих виборів 2010 року депутатами ради стали:

#### За суб'єктами висування
| Суб'єкт висування            | Кількість обраних депутатів | %    |
| ---------------------------- | --------------------------- | ---- |
| Партія регіонів              | 6                           | 50   |
| Самовисування                | 4                           | 33,3 |
| Соціалістична партія України | 2                           | 16,7 |

#### За округами
| № округу                     | Прізвище, ім'я, по батькові   | Дата визнання обраним | Освіта  | Партійна приналежність                        | Відомості про обраного депутата                    |
| ---------------------------- | ----------------------------- | --------------------- | ------- | --------------------------------------------- | -------------------------------------------------- |
| Партія регіонів              |                               |                       |         |                                               |                                                    |
| 2                            | Шелест Ірина Леонідівна       | 03.11.2010            | вища    | позапартійна                                  | Ярославська лікарська амбулаторія, акушер          |
| 3                            | Поддубна Тетяна Володимирівна | 03.11.2010            | середня | позапартійна                                  | Ярославське відділення Ощадбанку, касир-контролер  |
| 6                            | Шевченко Наталія Василівна    | 03.11.2010            | середня | позапартійна                                  | Ярославська сільська рада, головний бухгалтер      |
| 8                            | Линник Василь Васильович      | 03.11.2010            | середня | позапартійний                                 | ТОВ «Земля і Воля», тракторист                     |
| 10                           | Хоменко Володимир Миколайович | 03.11.2010            | середня | позапартійний                                 | тимчасово не працює                                |
| 11                           | Мовчан Любов Григорівна       | 03.11.2010            | вища    | позапартійна                                  | Ярославська сільська рада, землевпорядний          |
| Соціалістична партія України |                               |                       |         |                                               |                                                    |
| 1                            | Іванко Володимир Миколайович  | 03.11.2010            | вища    | член Соціалістичної партії України            | ТОВ «Земля і Воля», різноробочий                   |
| 12                           | Нестерчук Микола Васильович   | 03.11.2010            | середня | член Соціалістичної партії України            | ТОВ «Земля і Воля», комірник                       |
| Самовисування                |                               |                       |         |                                               |                                                    |
| 4                            | Буряк Світлана Володимирівна  | 03.11.2010            | вища    | позапартійна                                  | приватний підприємець                              |
| 5                            | Музиченко Микола Семенович    | 03.11.2010            | середня | член Всеукраїнського об'єднання «Батьківщина» | Ярославська лікарська амбулаторія, водій           |
| 7                            | Хоменко Наталія Володимирівна | 03.11.2010            | вища    | позапартійна                                  | Ярославська сільська рада, секретар сільської ради |
| 9                            | Рябченко Олексій Григорович   | 03.11.2010            | вища    | член Політичної партії «Наша Україна»         | пенсіонер                                          |